# Juan Palomares
Juan (de) Palomares (Sevilla, c. 1585 - Madrid, c. 1640) fue un guitarrista y compositor español.

## Biografía
Colaboró con los grandes dramaturgos de su época y musicó algunos pasajes líricos de La Dorotea y letrillas de Lope de Vega (1633). Sus composiciones y canciones, llamadas tonos en la lengua de la época, se han encontrado en el Cancionero de Turín, compuesto de un total de 46 obras, la mayoría anónimas, escritas a dos y tres voces (tan sólo una es a cuatro); dos de las piezas son de Palomares ("En el campo florido" y "Sobre moradas violetas"). También en el Cancionero de la Sablonara (Munich, Biblioteca Estatal de Baviera; ed. por Jesús Aroca, Madrid, 1916) y en Tonos castellanos, colección en la Biblioteca de los Duques de Medinaceli. En el de Turín y en el de la Sablonara hay una pieza común, "Sobre moradas violetas", cuya letra corresponde a Catalina Zamudio. Lope de Vega era amigo suyo, pues lo elogia en La Dorotea (V, 9):
Los versos, Celia, yo y el tono aquel excelente músico Juan de Palomares, competidor insigne del famoso Juan Blas de Castro, que dividieron entre los dos la lira, árbitro Apolo.
Así que Juan de Palomares y Juan Blas de Castro eran considerados en 1633 los más famosos compositores de tonos de la época; a Palomares le dedica Lope un epitafio en dos redondillas de la segunda parte de las Rimas (1604), así que ya debía estar muerto en esa fecha, por más que algunos le alarguen la vida hasta 1640; no hay que olvidar que La Dorotea narra hechos de la juventud de Lope y se le tiene también por difunto en la comedia lopesca de La bella malmaridada, que se fecha en 1596 y se imprimió en 1610. También a ambos autores los elogia Lope en La Filomena, y hay referencias a ambos compositores en La Jerusalén conquistada, donde se dice que Palomares murió muy joven; en El acero de Madrid ya solo habla de Blas de Castro, que debió sobrevivir en mucho a Palomares y sustituirlo en la labor de musicar tonos y letrillas de Lope y componer música incidental para sus comedias. Además hay composiciones de Palomares en los tres tomos manuscritos de Romances y letras de a tres voces de la Biblioteca Nacional....